# يورغن مول
يورغن مول (بالألمانية: Jürgen Moll)‏ (16 نوفمبر 1939 في التشيك - 16 ديسمبر 1968 في ألمانيا) هو لاعب كرة قدم ألماني في مركز الهجوم. لعب مع آينتراخت براونشفايغ.

## وصلات خارجية
- يورغن مول على موقع قاعدة بيانات كرة القدم.إي يو (الإنجليزية)
- يورغن مول على موقع بيانات كرة القدم. دي إي (الألمانية)
- يورغن مول على موقع عالم كرة القدم.نت (الإنجليزية)